# Enric Pla i Deniel
Enric Pla i Deniel (Barcelona, 19 de desembre de 1876 - Toledo, 5 de juliol del 1968) fou un bisbe i cardenal català.

## Biografia
Fill de Narcís Pla i Masgrau, paleta, natural de Caldes de Malavella, i de Emília Deniel Calonja, de Sant Pere de Roda. Va estudiar al Seminari Conciliar de Barcelona i seguidament a Roma, on es doctorà en Filosofia i Teologia a la Pontifícia Universitat Gregoriana. A Roma mateix fou ordenat sacerdot el 25 de juliol de 1900, i hi continuà estudiant a la Pontificia Accademia Romana di San Tommaso d'Aquino fins a doctorar-s'hi en Dret Canònic.
Tornat a Barcelona el 1903, fou professor del seu seminari i canonge de la catedral. Va impulsar i dirigir les revistes "El Social", "Revista Eclesiástica" i "Revista Social".
El 1918 el papa Benet XV el nomenà bisbe d'Àvila, i el 9 de juny de l'any següent, a Barcelona, rebé la consagració episcopal de mans del nunci de la Santa Seu Francesco Ragonesi. President d'Acció Catòlica, va ser un dels impulsors d'Acció Popular el 1931, tot just instaurada la Segona República, com a opció política de les masses catòliques.
Traslladat a la seu episcopal de Salamanca el 28 de gener de 1935, després de la revolta contra el govern de la República s'adherí fervorosament als facciosos. Quan el general Franco va establir el seu govern a la ciutat on Pla era bisbe, li va arribar a cedir el seu palau episcopal. Va escriure la carta pastoral "Las dos ciudades", on justificava la revolta i que va contribuir la fonamentació teològica del que va denominar "croada".
El 3 d'octubre de 1941 va ser nomenat arquebisbe de Toledo i primat d'Espanya. El 22 de febrer de 1946 el papa Pius XII el va crear cardenal del títol de San Pietro in Montorio que ja havia ostentat el seu predecessor a la seu toledana, Isidre Gomà i Tomàs.
Va ser Procurador a Corts el 1943 i membre del Consell del Regne i del de Regència. El 1960, tanmateix, va donar el seu suport a membres d'Acció Catòlica que reclamaven el seu dret a participar en vagues i poc temps després va dimitir dels seus càrrecs polítics.
Va participar en el Concili Vaticà II, del consell de presidència del qual fou membre. En funció del seu cardenalat havia pres part als conclave de 1958, que elegí Joan XXIII, i de 1963, que elegí Pau VI.